# 34. Nemzetközi Fizikai Diákolimpia
A 34. Nemzetközi Fizikai Diákolimpiát (2003) Tajvanon rendezték meg.

## Országok eredményei pont szerint
|     | Ország           | Pont  | Arany | Ezüst | Bronz |
| --- | ---------------- | ----- | ----- | ----- | ----- |
| 1.  | Egyesült Államok | 175,0 | 3     | 2     | -     |
| 2.  | Dél-Korea        | 169,3 | 3     | 2     | -     |
| 3.  | Tajvan           | 163,0 | 3     | 1     | 1     |
| 4.  | Irán             | 159,5 | 2     | 3     | -     |
| 5.  | Indonézia        | 149,6 | 1     | 2     | 2     |
| 6.  | Németország      | 142,1 | 1     | 2     | 1     |
| 7.  | Ausztrália       | 139,0 | -     | 5     | -     |
| 8.  | Oroszország      | 138,6 | 1     | 2     | 1     |
| 9.  | India            | 137,5 | 2     | -     | 1     |
| 10. | Lengyelország    | 134,7 | 1     | -     | 4     |
| 11. | Ukrajna          | 129,8 | -     | 2     | 3     |
| 12. | Románia          | 129,3 | 1     | 2     | 1     |
| 13. | Thaiföld         | 125,1 | 1     | 1     | -     |
| 14. | Csehország       | 118,9 | -     | 1     | 2     |
| 15. | Magyarország     | 116,6 | -     | 1     | 2     |

## A magyar csapat
A magyar csapat tagjai voltak:
| Név             | Pontszám | Díj   |
| --------------- | -------- | ----- |
| Balogh László   | 28,0     | Ezüst |
| Tóth Sándor     | 26,3     | Bronz |
| Vigh Máté       | 23,8     | Bronz |
| Szekeres Balázs | 22,4     | Bronz |
| Sarkadi Tamás   | 16,1     |       |

A csapat vezetői Gnädig Péter és Vankó Péter voltak.